# Willy Meller
Willy Meller (* 4. März 1887 in Köln; † 12. Februar 1974 in Rodenkirchen-Weiß; vollständiger Name: Jakob Wilhelm Meller) war ein deutscher Bildhauer. Bekanntheit erlangte er durch seine Arbeiten mit dem Architekten Clemens Klotz zur Zeit des Nationalsozialismus, unter anderem für das Olympiastadion Berlin, die NS-Ordensburg Vogelsang und die NS-Ordensburg Krössinsee.

## Ausbildung
Nach dem Besuch der Volksschule machte Meller eine Lehre in der Kölner Bildhauerwerkstatt von Hugo Rothe, die er 1905 abschloss. Zwei Jahre arbeitete Meller am Bau, bis er 1907 an die Kunstgewerbeschule Köln ging, wo er Schüler des Bildhauers Georg Grasegger wurde.
Nachdem er die Kunstgewerbeschule verlassen hatte, beteiligte Meller sich 1910 an einem Wettbewerb für den Kölner Römerbrunnen, bei dem er 1911 den zweiten Preis erhielt. Sein Entwurf wurde nicht ausgeführt, er erhielt allerdings von der Stadt Köln ein Stipendium für ein dreijähriges Studium an der Kunstakademie München. Meller trat in die von Erwin Kurz, einem Schüler von Adolf von Hildebrand, geleitete Bildhauerklasse ein. Die Ausbildung vermittelte kaum neue Tendenzen der modernen abstrakten Plastik und hatte auf Mellers Entwicklung insofern Einfluss, dass er zeit seines Lebens bei einer gegenständlich-figürlichen Bildhauerei blieb. Das zeigen schon zwei Skulpturen, die Meller in dieser Münchner Zeit schuf: ein als Grabmal konzipierter weiblicher Torso und ein sitzender Frauenakt.
Das Studium in München beendete Willy Meller 1914, nachdem er bereits im Jahr zuvor in Köln einen Brunnen fertigstellen konnte. 1914 kehrte er nach Köln zurück, beteiligte sich im gleichen Jahr an der Kölner Werkbundausstellung und erhielt den Auftrag für die bauplastische Gestaltung eines Gartenhauses in der zu dieser Zeit noch eigenständigen Stadt Mülheim am Rhein (heute Köln-Mülheim). Weitere Aufträge verhinderte zunächst der Ausbruch des Ersten Weltkriegs. Meller wurde am 17. Juli 1915 eingezogen und kam an die Westfront. Das Ende des Krieges erlebte er bei der Zivilverwaltung in Belgien, wo er für die Ausgestaltung von Soldatenfriedhöfen eingesetzt wurde.

## Nach dem Ersten Weltkrieg

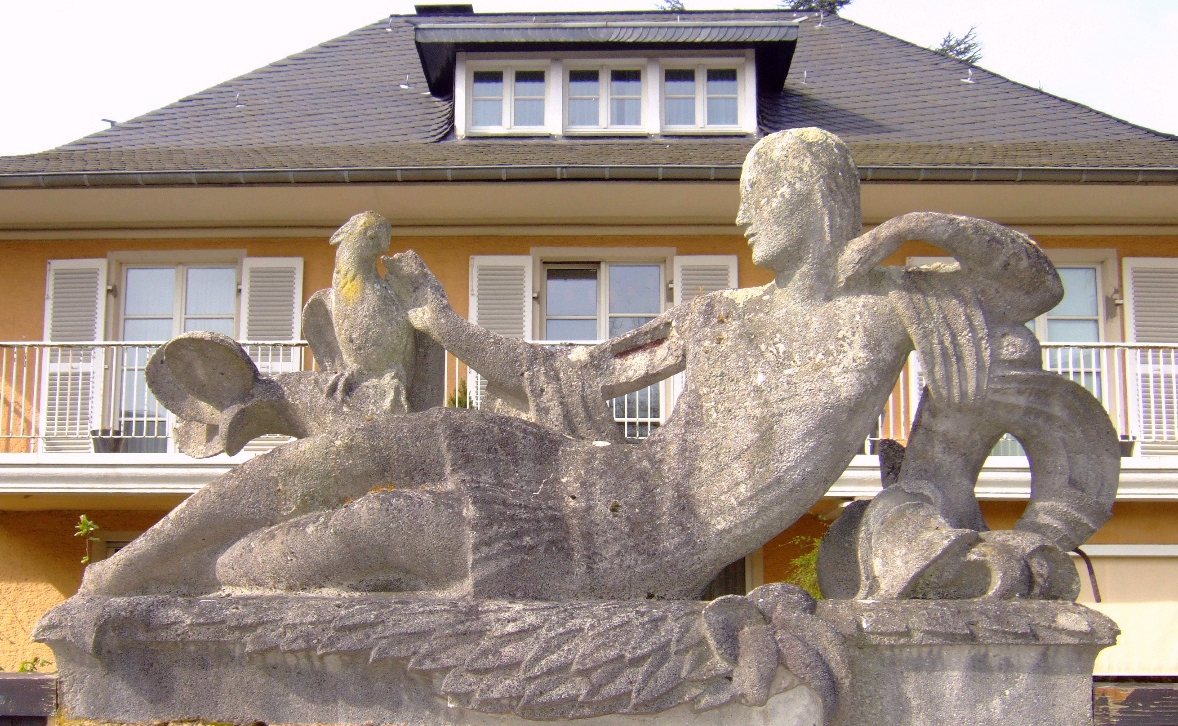
Weibliche Liegefigur (1925/1926)

Nach dem Ende des Krieges ging Willy Meller als freischaffender Künstler nach Köln zurück. Hier arbeitete er unter anderem mit dem Architekten Paul Bonatz zusammen. Hauptsächlich schuf er jedoch bauplastische Arbeiten für Gebäude, die sein Jugendfreund, der Architekt Clemens Klotz, entworfen hatte. „Bei allen seinen bauplastischen Arbeiten in den zwanziger Jahren beschränkte sich Mellers plastische Arbeit meist auf wenige figürliche oder ornamentale Elemente, die zur Hervorhebung repräsentativer Bereiche, wie zum Beispiel der Eingangsbereiche dienten. Die Verbindung zur Architektur erfolgte vorwiegend durch Applikation auf die jeweils zu akzentuierenden Bauteile. Entscheidend bei der formalen Gestaltung der Plastik war für Meller dabei immer die harmonische Verbindung mit der Architektur.“:21
Neben seinem bauplastischen Schaffen fertigte Meller kunsthandwerkliche Arbeiten an. Außerhalb von Köln schuf er darüber hinaus meist zusammen mit befreundeten Architekten etliche Kriegerdenkmäler, so in Lüdenscheid, Bochum und Dülken. Diese Denkmäler empfahlen in ihrer Aussage und in ihrer Formensprache Meller den Nationalsozialisten.

### Figur des Kriegerehrenmals in Lüdenscheid

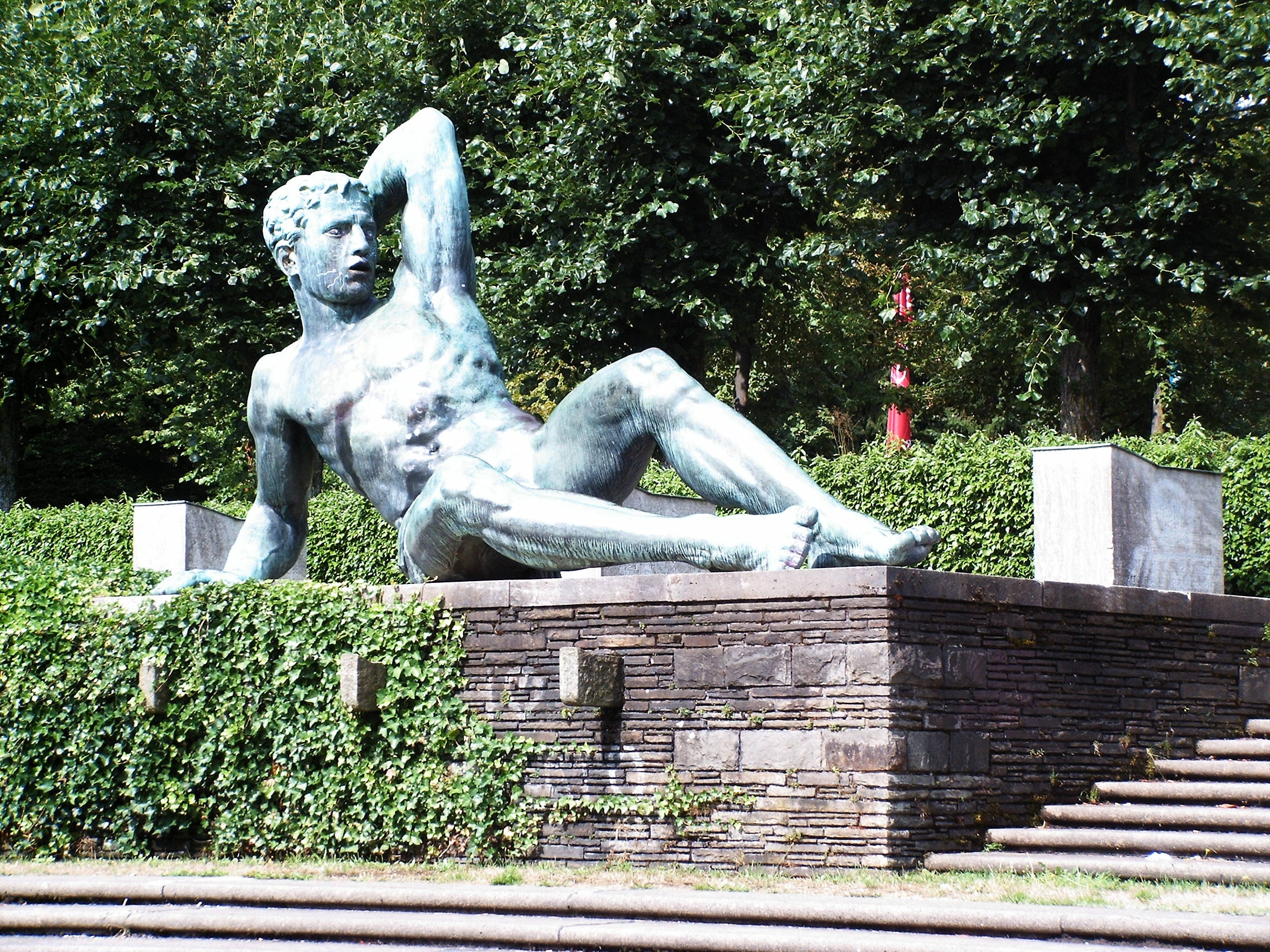
Erwachender (1935), Ehrenmal in Lüdenscheid

Eine Plastik, die für Willy Mellers Entwicklung in den 1920er und 1930er Jahren charakteristisch ist, stellt die mehrfach veränderte Skulptur des Kriegerehrenmals in Lüdenscheid dar. Am 15. Mai 1922 fasste der Kriegerverein der Stadt- und Landgemeinde Lüdenscheid den Beschluss, den Magistrat der Stadt Lüdenscheid aufzufordern, den im Weltkrieg 1914–1918 gefallenen Mitbürgern einen Gedenkstein an einem geeigneten Platz errichten zu lassen. Wegen politischer Unruhen nach der Ermordung des deutschen Außenministers Walter Rathenau am 24. Juni 1922 wurde das Projekt zunächst eingestellt; erst 1924 wurde die Denkmalfrage erstmals wieder in der Öffentlichkeit erörtert. Im Oktober 1924 gründete sich ein Arbeitsausschuß für die Errichtung eines Denkmals zu Ehren der Gefallenen der Stadt Lüdenscheid. Im Januar 1925 wurde die Stadtparkterrasse als Standort des zu errichtenden Denkmals bestimmt. Nach mehrjährigen Auseinandersetzungen, die das Projekt insbesondere wegen fehlender Geldmittel ins Stocken brachten, wurde am 13. Juni 1927 ein Wettbewerb mit dreimonatiger Frist ausgelobt, in dem Bildhauer und Architekten geeignete Entwürfe einreichen konnten. Unter 18 eingegangenen Entwürfen war es der Gemeinschaftsentwurf „Pro Patria“ von Architekt Fritz Fuß und Bildhauer Willy Meller, der den mit 600 Reichsmark dotierten 1. Preis erhielt.
In diesem ersten Wettbewerbsentwurf vermittelte die Figur für das Ehrenmal den Eindruck eines sterbenden Menschen, „der sich im Todeskampf noch ein letztes Mal kraftlos aufzurichten versucht. Die Haltung impliziert, daß die dargestellte Gestalt im nächsten Moment zurückfallen wird. Dieser Eindruck wird durch den leidenden Ausdruck des Gesichts bestätigt. Sein Körper ist insgesamt schlank in seinen Proportionen, die einzelnen Muskelpartien sind zwar dargestellt, wirken aber nicht übermäßig ausgeprägt. Die Körperoberfläche ist lebendig modelliert. Es handelt sich also insgesamt um eine weitgehend naturgetreue Darstellung, die in pathetischen Gebärden einen sterbenden jungen Mann zeigt.“:43
Zu einer Ausführung des Ehrenmals kam es aufgrund fehlender finanzieller Mittel erst einmal nicht. Im Zuge einer Spendenkampagne, bei der eine Abbildung von Mellers Figur in der Stadt gezeigt wurde, tauchten neben der Interpretation als Sinnbild des Opfertods des Gefallenen auch revanchistische Interpretationen auf. Darin wurde die Figur als Ausdruck angesehen, dass Deutschland sich gegen die Schmach der Niederlage im Ersten Weltkrieg erheben würde. Ein Beitrag in der Lokalzeitung aus dem Jahr 1929 sah in der Figur „die Idee des Kampfes und des Opfertodes“ ausgedrückt. Zu einer Realisierung der Pläne kam es auch in dieser Zeit nicht. Mit der Machtübernahme durch die Nationalsozialisten änderte sich die Situation. Die örtlichen Führer setzten sich mit Nachdruck für den Bau des Denkmals ein und auch Meller bewegte sich. 1933 legte er einen neuen Entwurf für die Figur vor, während er die architektonische Inszenierung in ihrer ursprünglichen Gestaltung beließ. „Meller schuf hier formal die Gestalt eines jungen, männlichen und durchtrainierten Heroen, dem Prototyp der Monumentalplastik, wie sie sich in der Bildhauerei des Nationalsozialismus etablieren sollte. Aus dem ‚Gefallenen‘ war ein ‚Erwachender‘ geworden.“:46
Am 17. März 1935 fand die feierliche Einweihung des Ehrenmals statt. Eine Würdigung des Denkmals aus dem Jahr 1936 sah die Bedeutung der Plastik Mellers darin, „nicht mehr Opfer des Krieges, nicht mehr sein Leid und seine Not der Nachwelt zu überliefern, sondern die Hoffnung zum Ausdruck bringen (zu wollen), daß auf diese große Schicksalsprüfung eine Wiederauferstehung unseres Volkes folgen müsse.“
Nach dem Ende des „Dritten Reichs“ diente das Ehrenmal als Gefallenenehrenmal, lediglich die nationalsozialistischen Hoheitszeichen wurden 1946 entfernt. Am 2. Juni 2003 wurde es unter der laufenden Nummer 148 in die Denkmalliste der Stadt Lüdenscheid eingetragen.

## Nationalsozialismus
Nach der Machtübernahme durch die Nationalsozialisten setzte Meller seine Zusammenarbeit mit Klotz fort, der schnell einer der wichtigsten NS-Architekten wurde. Schon 1933 ernannten ihn die Nationalsozialisten zum beauftragten Architekten der Reichsleitung für die Errichtung der Schulungsbauten der NSDAP und der Deutschen Arbeitsfront (DAF). Meller schuf Bauplastiken für Gebäude, die Klotz für die DAF geplant und ausgeführt hat. Dazu zählen die Ordensburg Vogelsang und die Ordensburg Crössinsee. Die Aufträge wurden in dieser Zeit so umfangreich, dass Meller neben seinem Kölner Atelier auch Ateliers an diesen beiden Orten und in Berlin einrichtete.
Die höchste staatliche Anerkennung, die Bildhauer im „Dritten Reich“ bekommen konnten, errang Meller durch die Vergabe von zwei Arbeiten an ihn für das Olympiastadion Berlin. Dafür erhielt er am 22. März 1937 das Deutsche Olympia-Ehrenzeichen II. Klasse. Am 13. Oktober 1937 beantragte Meller die Aufnahme in die NSDAP und wurde rückwirkend zum 1. Mai desselben Jahres aufgenommen (Mitgliedsnummer 5.613.963). Am 20. April 1939, anlässlich dessen 50. Geburtstages, ernannte Adolf Hitler ihn zum Professor. Während des Krieges verhalf ihm seine Aufnahme in die von Joseph Goebbels erstellte Liste der Künstler im Kriegseinsatz dazu, vom Dienst in der Wehrmacht und vom Einsatz in Rüstungsbetrieben freigestellt zu werden.
Auf der Großen Deutschen Kunstausstellung im Haus der Deutschen Kunst in München war Meller von 1940 bis 1944 mit sieben Arbeiten vertreten. Dazu gehörten zum Beispiel das Relief „Festlicher Zug“ (1943) und die Porträtbüsten von Clemens Klotz und „Der Jagdflieger Joachim Müncheberg“ (1944).

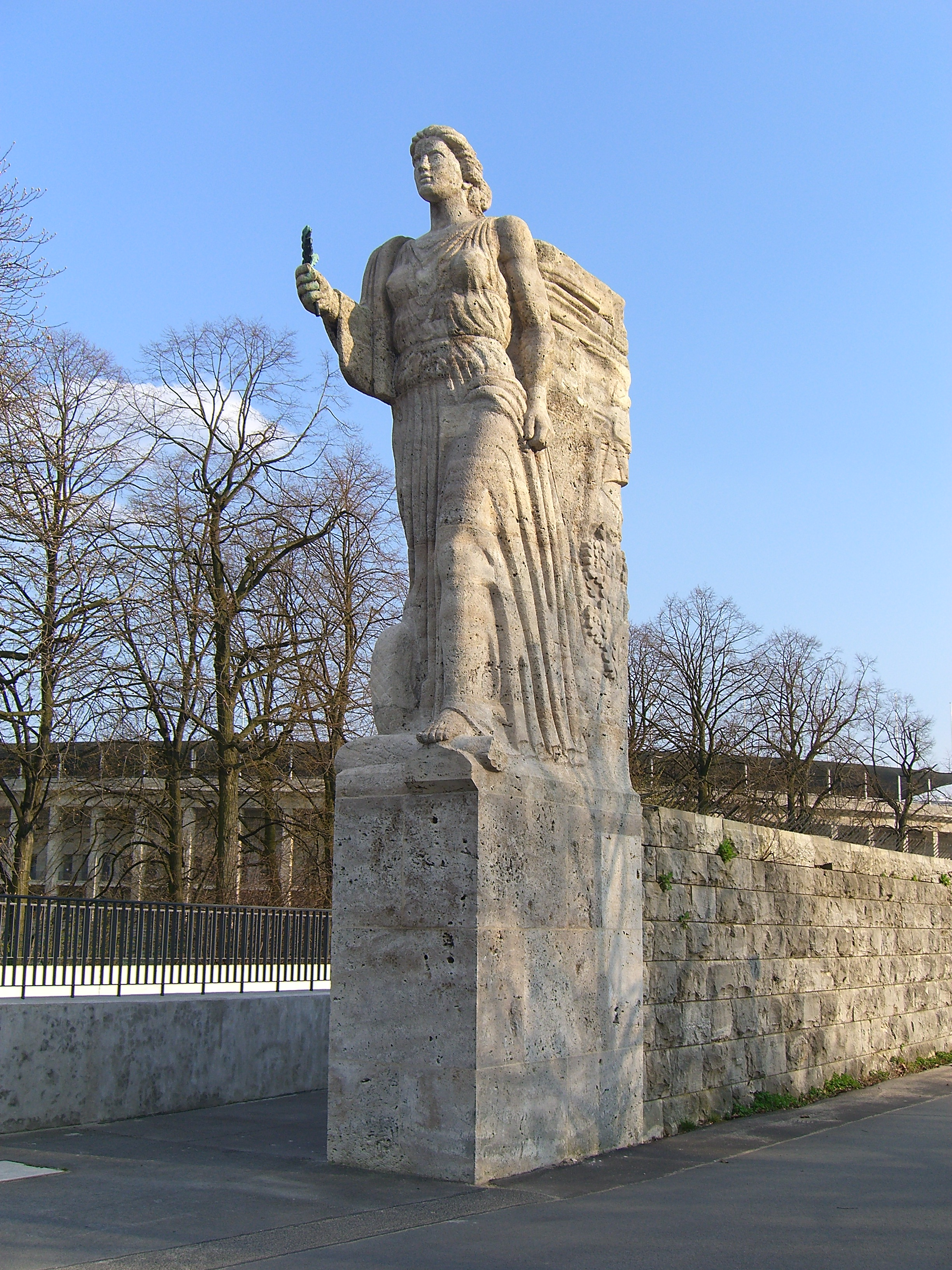
Deutsche Nike (1935), dahinter Olympiastadion Berlin

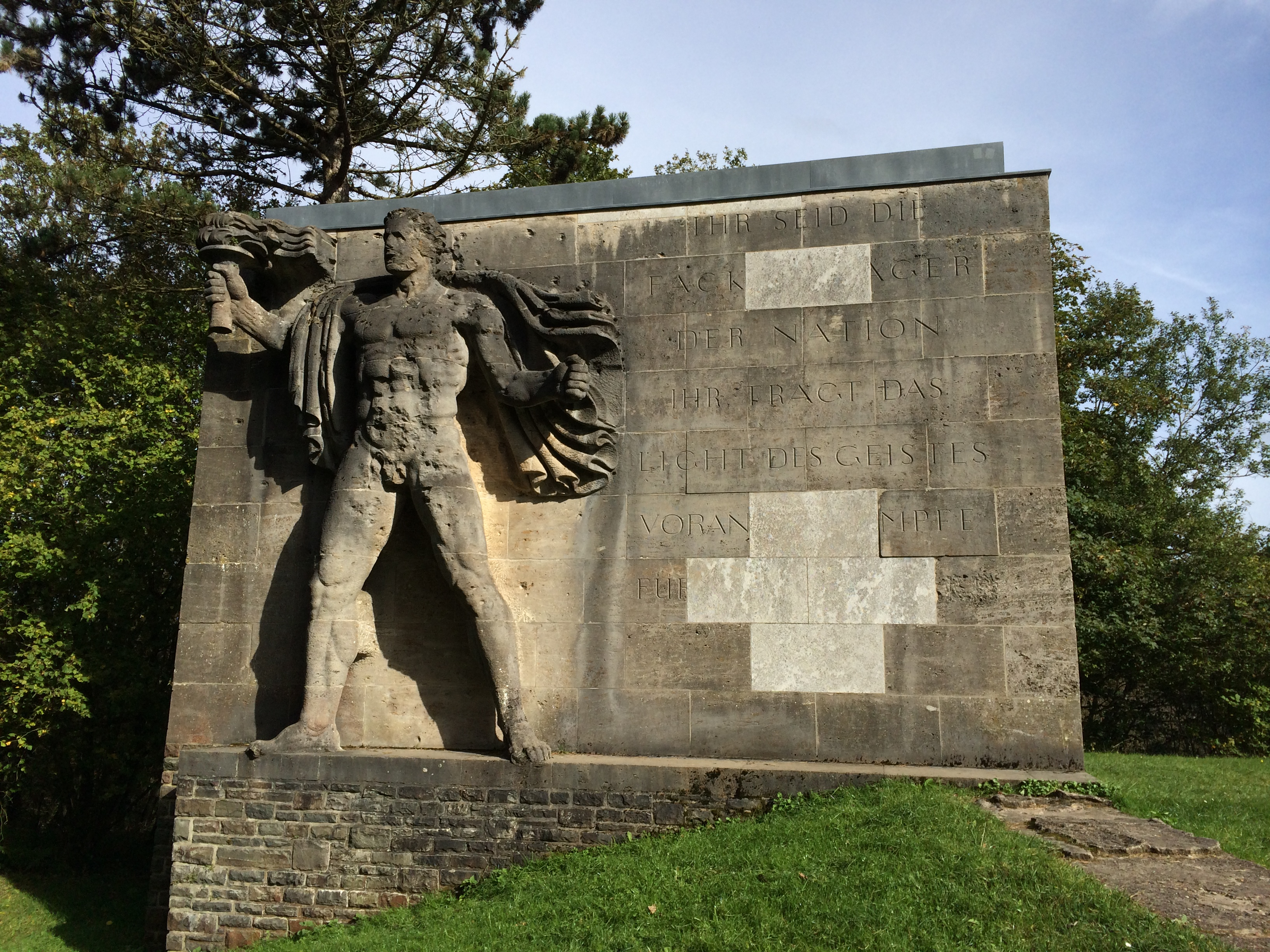
Fackelträger (1936–1938), NS-Ordensburg Vogelsang

Adlerskulptur in Erwitte (1938, Hakenkreuz entfernt)

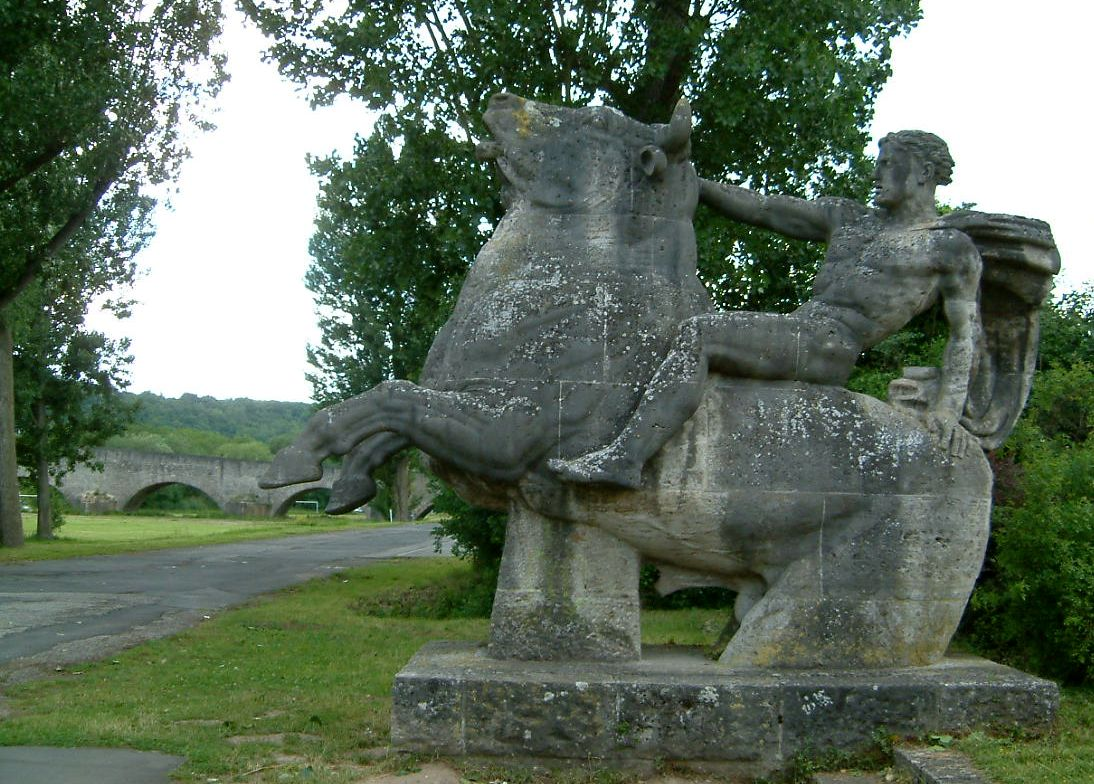
Stierbändiger (1938/39), vorgesehen für das Seebad Prora, heute in Ochsenfurt

### Arbeiten für das Olympiastadion Berlin
Für den nur Athleten zugänglichen Teil des Reichssportfelds am Berliner Olympiastadion legte Meller im März 1935 zwei Entwürfe vor. Der erste sah eine Bekrönung des Pfeilers mit einem Löwen vor, der zweite die Durcharbeitung des Pfeilers selbst mit einer Bekrönung durch einen Fahnenmast. Der zuständige Ausschuss entschied sich für die zweite Variante. Bei dieser Gestaltung sollte nach Wunsch der Jury der strenge Kubus des Pfeilers erhalten bleiben und die Reliefs möglichst flach gearbeitet werden. Das Hoheitszeichen des Adlers mit Eichenkranz in den Fängen war ursprünglich mit einem Hakenkreuz versehen.
Im Gegensatz zu den anderen Skulpturen des Stadions wurde für den Bereich des Übergangs vom öffentlich zugänglichen Stadionteil zu den Übungsanlagen des „Reichssportfeldes“ ein Thema vorgegeben: die Darstellung einer „Deutschen Nike“. Zunächst waren der Münchner Georg Müller und der Königsberger Stanislaus Cauer zur Abgabe von Entwürfen aufgefordert worden. Nachdem der Kunstausschuss diese Vorschläge abgelehnt hatte, wurden im Juli 1935 Willy Meller, Hans Bleeker und Hans Schmidt um weitere Entwürfe gebeten. Im Dezember 1935 erhielt Meller seinen zweiten Auftrag für das Reichssportfeld. Das Gewand der „Deutschen Nike“ wurde von ihm in Anlehnung an das Alte Griechenland ausgeführt, das dargestellte Eichenlaub in der Hand ist ein traditionelles deutsches Siegessymbol. Das Werk steht in der Tradition der Viktoria- und Germaniastandbilder der National- und Kriegerdenkmäler des 19. Jahrhunderts. Bereits im Vorgängerbau des Olympiastadions, dem Deutschen Stadion von 1913, gab es einen Hinweis – in Form einer Siegessäulen-Nachahmung – darauf, dass „Sport zum Nutzen des Vaterlandes“ stattfinden sollte. Das dargestellte Zertreten der „Schlange des Bösen“, einem der Bibel entnommenen Motiv, ist nach der NS-Ideologie eine Drohung an die Feinde des „Dritten Reichs“.

### Arbeiten für die NS-Ordensburg Vogelsang
Die Bauplastik für die NS-Ordensburg Vogelsang, darunter das „Sportlerrelief“, der „Fackelträger“ und „Der deutsche Mensch“, stammt weitgehend von Willy Meller. Die etwas überlebensgroße Figur „Der deutsche Mensch“ befand sich in der damaligen Ehrenhalle im Turm der Ordensburg und war ein NS-Denkmal: Die Figur bestand aus Holz und ist nach dem Krieg verschwunden. Links und rechts von ihr waren an der Wand die Namen der so genannten „Blutzeugen“ angebracht, der 16 Nationalsozialisten, die beim Hitler-Putsch, dem Marsch auf die Feldherrnhalle am 9. November 1923 von der Polizei in München erschossen wurden. Mellers Figur ist kein Ordensjunker, der die Hand zum Hitlergruß erhebt, sondern wie bei der Figur des „Fackelträgers“ das Idealbild des noch zu züchtenden „deutschen Menschen“.

### Seebad Prora
Nicht fertiggestellt wurden die von Willy Meller entworfenen Skulpturen für ein riesiges Schwimmbecken im Seebad Prora aufgrund der Einstellung der dortigen Bauarbeiten bei Kriegsausbruch. Der von Wilhelm Ax gefertigte Stierbändiger sowie der Kopf einer zweiten Statue, die eine Frau auf einem Pferd darstellen sollte, sind in Ochsenfurt aufgestellt.

## Nach dem Zweiten Weltkrieg

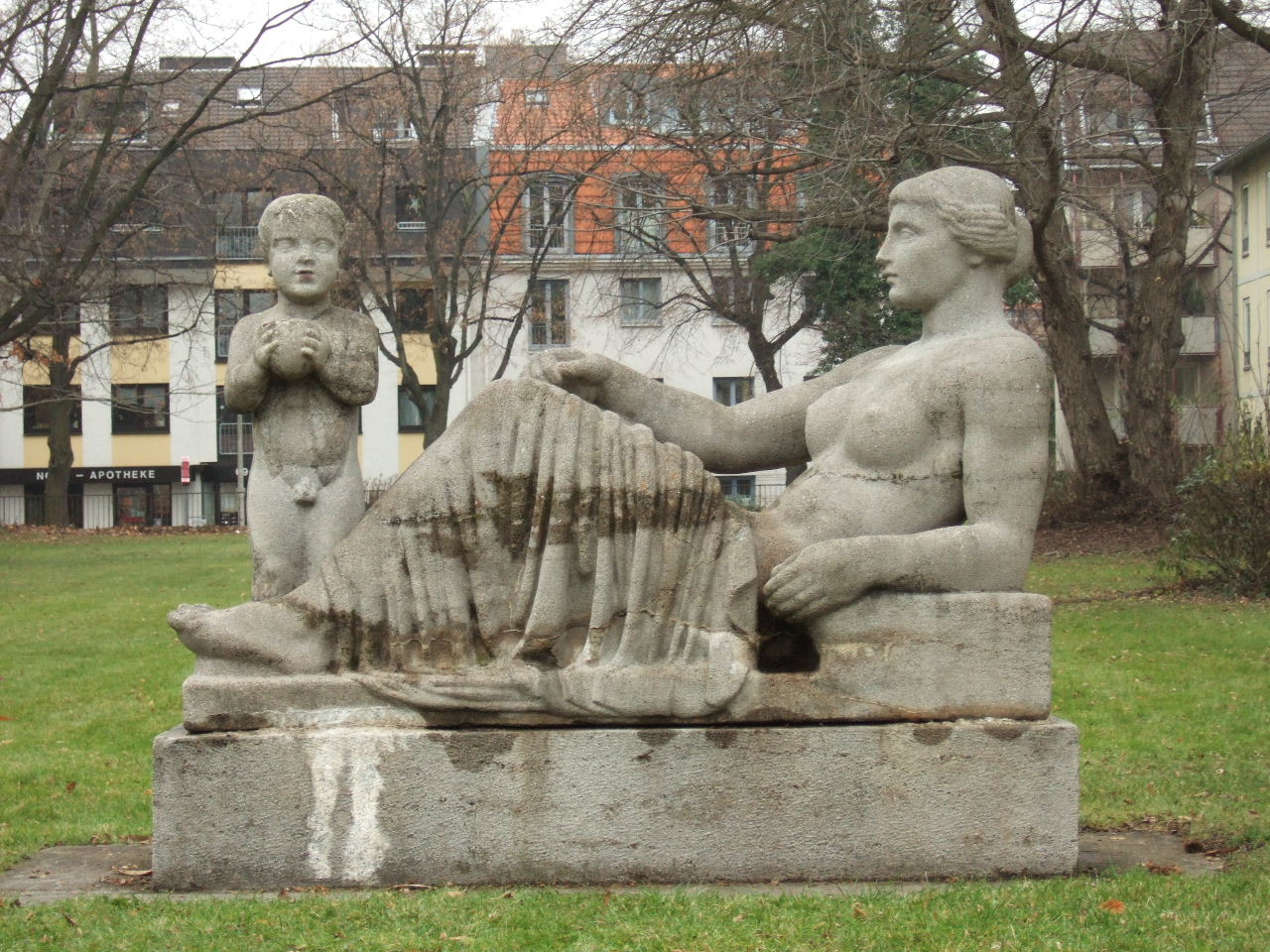
Liegende mit Kind (1950), Bonn

Das Ende des Zweiten Weltkriegs erlebte Willy Meller in Berchtesgaden. Im Laufe des Jahres 1945 kehrte er nach Köln zurück, wo er sich seinen Lebensunterhalt mit Gelegenheitsarbeiten, zumeist Porträtbüsten, verdiente.
Wegen seiner Arbeiten für die Nationalsozialisten erhielt Meller von Seiten der Stadt Köln nach der Befreiung vom Nationalsozialismus keine Aufträge mehr. Trotzdem konnte er seine Arbeit im öffentlichen Raum fortsetzen. Es entstanden in den 1950er und sogar noch in den 1960er Jahren erneut Plastiken und architekturgebundene Plastiken, deren Ausdrucksweise sich nicht von seinen vorherigen Arbeiten unterschied. Dazu zählt die Betonplastik „Liegende mit Kind“ in Bonn (1950) und „Der Wagenlenker“ am Hauptportal des Postamts in Hagen. Die 4,70 m mal 6,80 m, große Hagener Plastik wurde 2002 zerstört, nachdem das Gebäude einen neuen Besitzer erhalten hatte.
In den 1960er Jahren erhielt Meller in Oberhausen den Auftrag für ein Mahnmal zur Erinnerung an die Frauen und Männer des Widerstandes gegen die Nazidiktatur, deren künstlerischer Propagandist er viele Jahre gewesen war. Bereits 1955 hatte er ein Mahnmal für die Opfer des Zweiten Weltkriegs an der Apostelkirche in Gütersloh geschaffen.

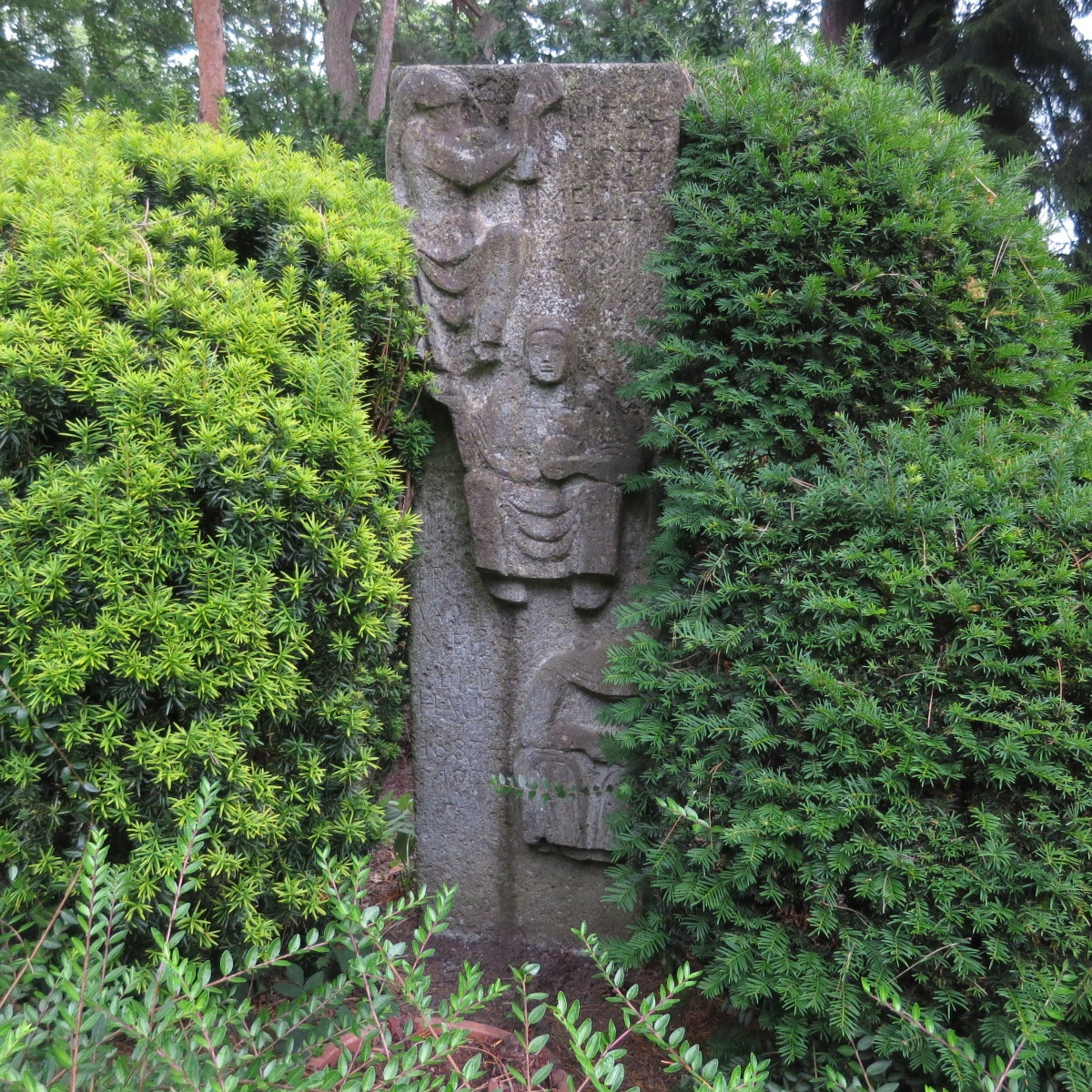
Willy Meller – Grabstätte

Willy Meller wurde auf dem neuen Rodenkirchener Friedhof an der Sürther Straße (Flur 1) beigesetzt. Sein Grab schmückt eine Skulpturengruppe aus drei Frauen. Sie werden als Parzen gedeutet: Die erste spinnt, die zweite misst und die dritte schneidet den Lebensfaden.

## Rezeption
In der neueren Literatur, die sich mit der Plastik und der Baukunst in der NS-Zeit befasst, erscheint Meller hinter Arno Breker und Josef Thorak als Bildhauer der „zweiten Garnitur“. Mit seinen Werken für die Ordensburg Vogelsang hat sich ausführlich Ruth Schmitz-Ehmke befasst, Mellers Leben und seine Arbeiten bis 1945 sind Gegenstand einer unveröffentlichten Magisterarbeit von Beate Eckstein. Diese Arbeit enthält ein detailliertes Verzeichnis der Werke bis 1945. Studien über Mellers Arbeit nach 1945 liegen bis heute nicht vor, darüber gibt am ehesten der Nachlass Mellers im Germanischen Nationalmuseum Aufschluss.

### Heutige Sympathisanten
Mellers Werke aus der Zeit des Nationalsozialismus erfreuen sich heute in rechtsradikalen und faschistischen Zirkeln nach wie vor großer Beliebtheit. Darauf weisen Internetseiten aus Spanien und Russland hin, die seine Werke bis 1945 dokumentieren.

## Werke

### Bauplastik
- Berlin: Siegesgöttin am Olympiastadion, 1936
- Bochum:
  - Schaffender Mensch am Eingang des Verwaltungsgebäudes der Gebr. Eickhoff Maschinenfabrik und Eisengießerei, 1939[10]
  - Ziegelrelief mit Bronzeplastik (Weltkarte mit Hermes) an der Außenmauer der ehemaligen Hauptpost, sowie Steinrelief in der Schalterhalle, 1961[10]
- Bielefeld-Brackwede Rathausplatz: Pferdeführer (Pferd und Führer), signiert W. Mweller, Bronze, 1965[11]
- Bonn: „Liegende mit Kind“, Am Römerkastell, 1950[12]
- Düsseldorf: Gänsebrunnen, Marktplatz / Zollstraße, 1956
- „Reichsschulungsburg“ Erwitte: Adler mit Hakenkreuz, 1938 (Hakenkreuz entfernt, Adler erhalten)
- Gütersloh: Mahnmal für alle Toten von 1939–1945 in der Apostelkirche, 1955
- Hagen: „Der Wagenlenker“, an der Fassade des Hauptpostamts, 1968 (2002 zerstört)
- Köln-Braunsfeld: Stockbrunnen, Pauliplatz, 1913
- Köln-Ehrenfeld: Stockbrunnen („Märtyrerbrunnen“), Mechternstraße, 1927
- Köln-Marienburg:
  - Pan (Gartenskulptur), um 1920 (erhalten)
  - Innenausgestaltung der Villa Parkstraße 20 für Willy Bleissem, 1924–1925
- Oberhausen: „Die Trauernde“ als Mahnmal für Frauen und Männer des lokalen Widerstandes, 1962[13]
- Seebad Prora: Stierbändiger, 1938–1939 (ausgeführt von Wilhelm Ax nach einem Entwurf Mellers, heute in Ochsenfurt westlich der Neuen Mainbrücke)[7][8][14]
- Trier: Mitarbeit an der Bauplastik für die Kirche St. Martin, 1912–1915
- NS-Ordensburg Vogelsang:
  - „Der deutsche Mensch“, 1936 (zerstört)
  - Sportlerrelief, 1936

### Denkmäler
- Berlin-Schöneberg: Regimentsdenkmal 1914–1918 der Eisenbahn-Regimenter 1 und 4, 1929–1930 im Stadtpark Schöneberg („Rudolph-Wilde-Park“) nahe der Freiherr-vom-Stein-Straße unweit des Rathauses Schöneberg errichtet – „in Zusammenarbeit mit dem Essener Architekten Otto Siepenkothen“ – um 1942 Demontage des bronzenen Flügelrades; 1993 wegen Vandalismus bis auf die Denkmalterrasse abgebaut und in die Kurmark-Kaserne in Storkow (Mark) transloziert
- Bochum:
  - Kriegerehrenmal 1914–1918, sogenanntes Löwendenkmal – 1927 errichtet an der Straßenecke Königsallee / Waldring, vor der Schiller-Schule[10]
  - „Schwertdenkmal“ des Bochumer Vereins, Baarestraße / Bessemerstraße, in einer Grünanlage vor dem Kost- und Logierhaus (zerstört), 1935[15]
- Köln: Reichsehrenmal der Deutschen Feldartillerie, in Zusammenarbeit mit Willy Meller und Hans Dammann, 1936 (nicht erhalten)[16]
- Köln-Niehl: Henry-Ford-Denkmal, an der Henry-Ford-Straße direkt am Rheinufer, 1931 (erhalten)[17]
- Korschenbroich-Glehn: Kriegerdenkmal 1914–1918, vor der katholischen Kirche St. Pankratius (erhalten)
- Gütersloh: Mahnmal für die Opfer des Zweiten Weltkriegs, 1955 errichtet, an der Apostelkirche
- Neuss: Kriegerdenkmal 1914–1918, am Markt, seitlich neben dem Eingang zum Zeughaus (erhalten)
- Remscheid: „Bergischer Löwe“, Theodor-Heuss-Platz, 1939 errichtet (erhalten)
- Schwalmtal-Waldniel: Kriegerdenkmal 1914–1918, 1933 errichtet, ehemaliger Kirchplatz am Übergang vom Markt zur Niederstraße (erhalten)
- Sinzig: Kriegerdenkmal 1914–1918, formgleich mit früher entstandenem Bochumer Löwendenkmal, 1931 errichtet an Treppenanlage unterhalb der Kath. Pfarrkirche (erhalten)
- Viersen-Dülken: Kriegerdenkmal 1914–1918, 1934 errichtet (erhalten)

## Ausstellungen (Auswahl)
- 1920: Gruppenausstellung mit der Arbeitsgemeinschaft Kölner Künstler[18]
- 1949: Ausstellung Düsseldorfer Künstlergruppe 1949 in der Kunsthalle Düsseldorf
- 2014: Willy Meller. Ein Künstler zwischen Diktatur und Demokratie. Ein Bestand in der Kunst- und Museumsbibliothek der Stadt Köln, Kunst- und Museumsbibliothek der Stadt Köln, 27. Juni 2014 bis 10. August 2014[19]

Galerie
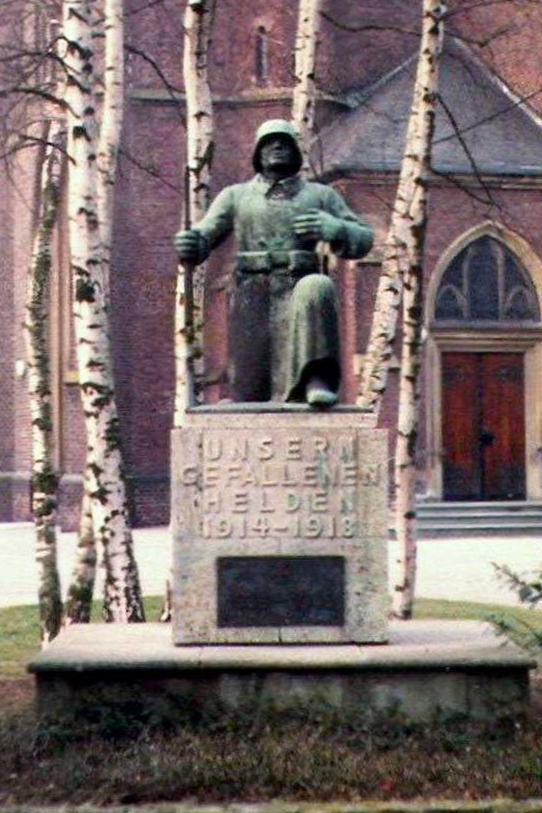
Kriegerdenkmal 1914–1918, Korschenbroich-Glehn
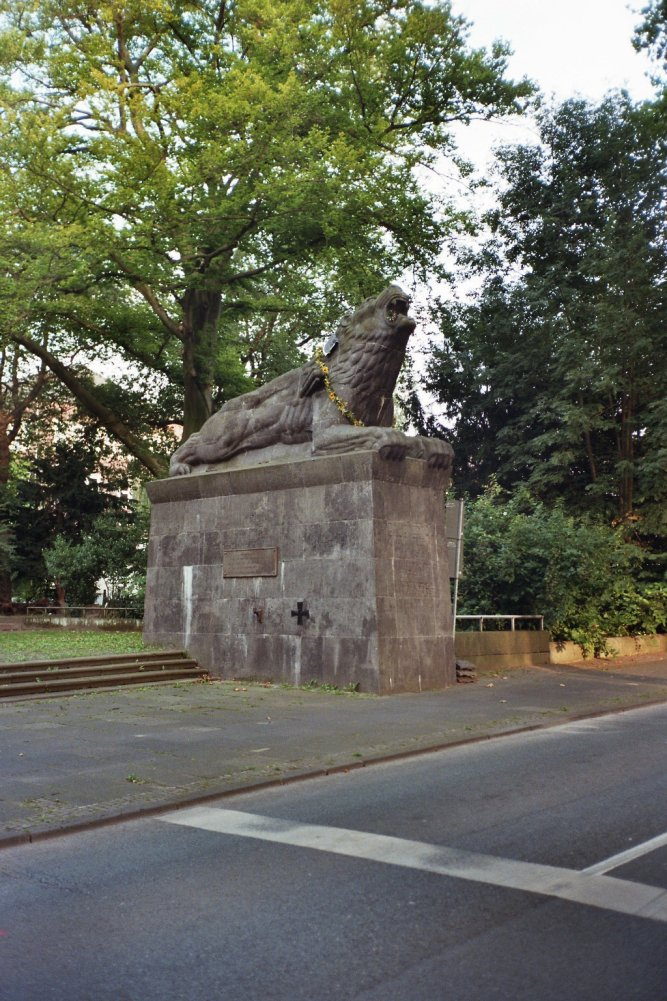
Löwendenkmal (1928), Bochum
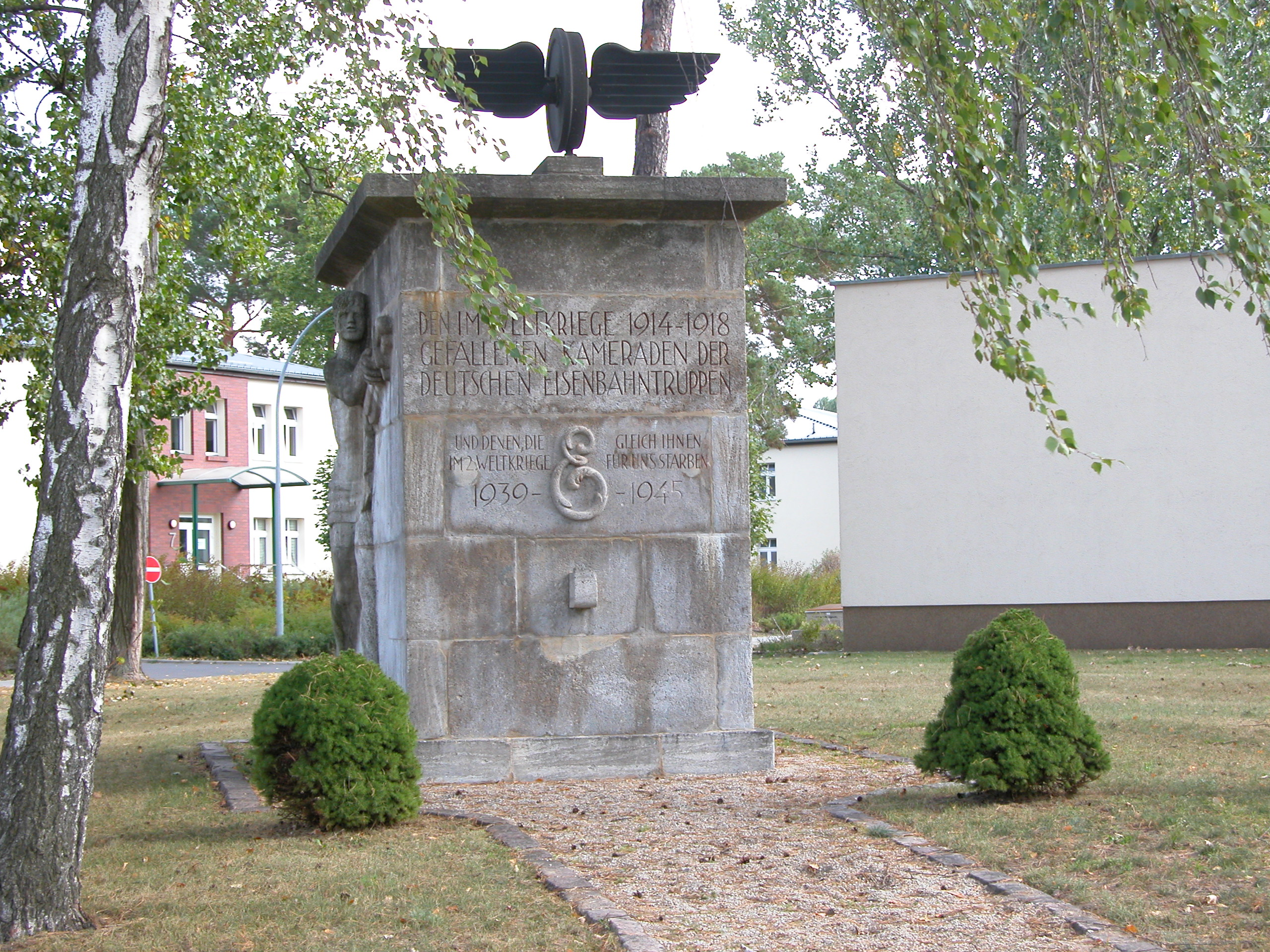
Regimentsdenkmal 1914–1918 für die Gefallenen der preußischen Eisenbahn-Regimenter 1 und 4 (1929–1930), heute in Storkow (Mark)
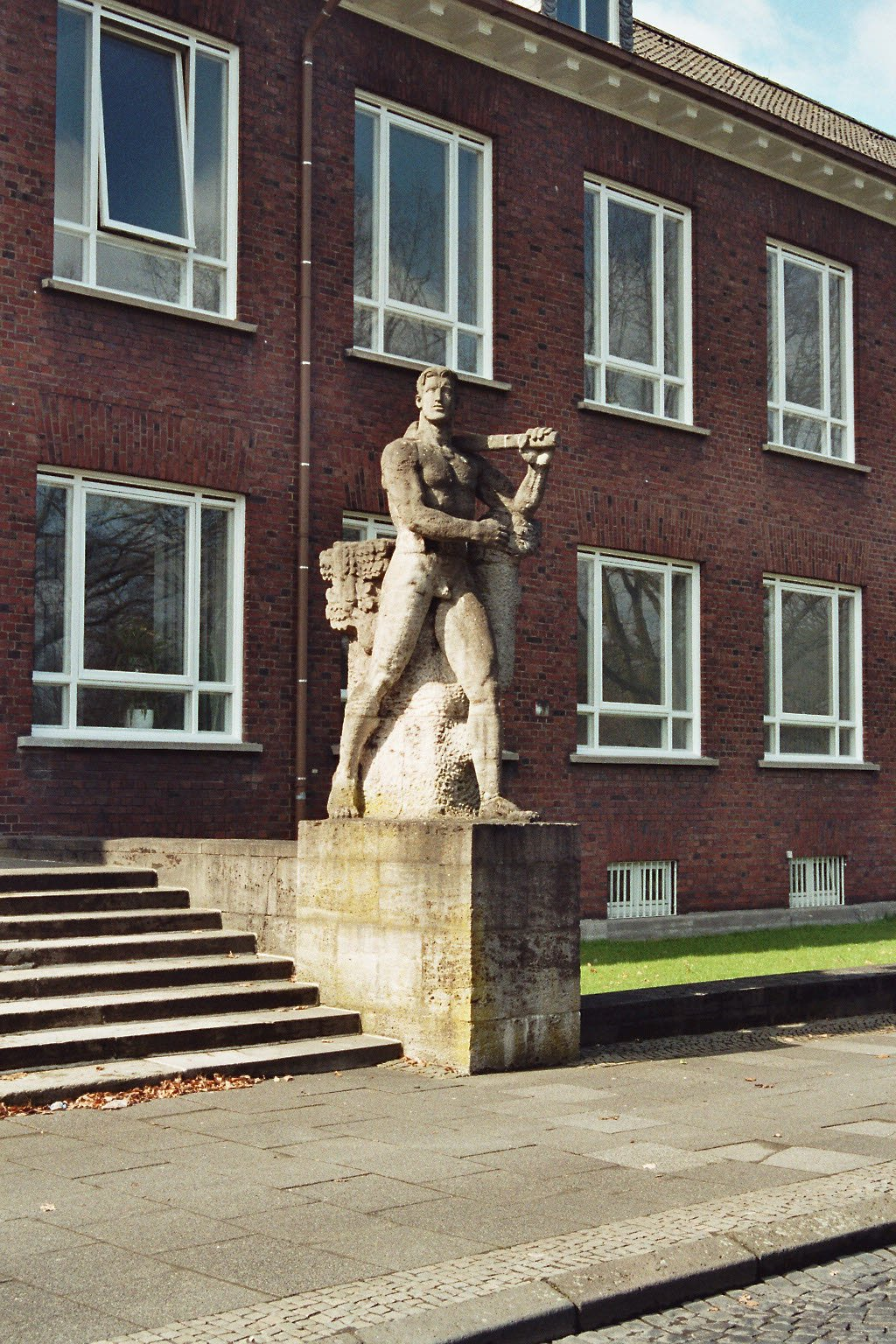
Schaffender Mensch am Eingang des Verwaltungsgebäudes der Gebr. Eickhoff Maschinenfabrik und Eisengießerei, Bochum
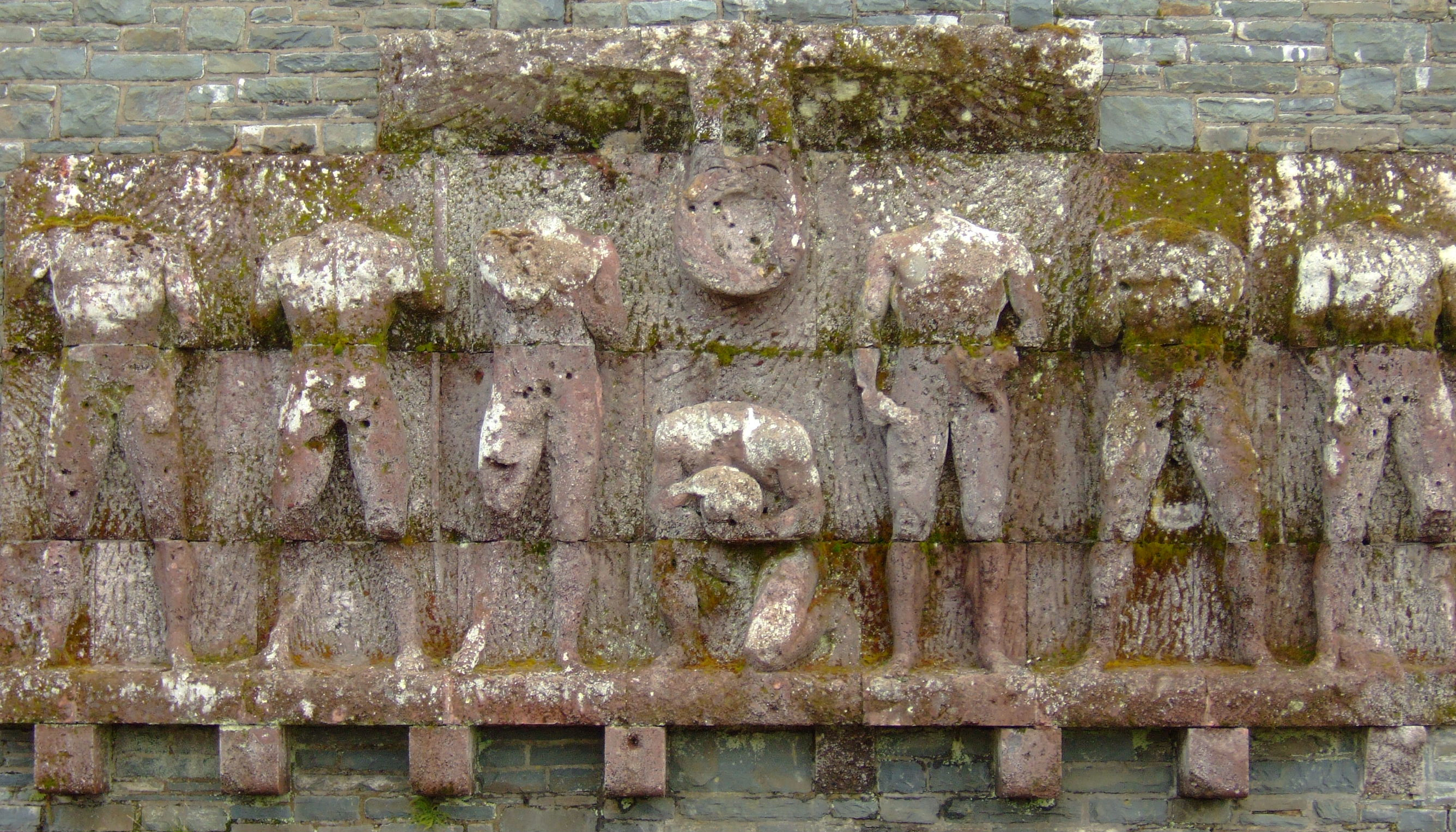
Sportlerrelief, Ordensburg Vogelsang
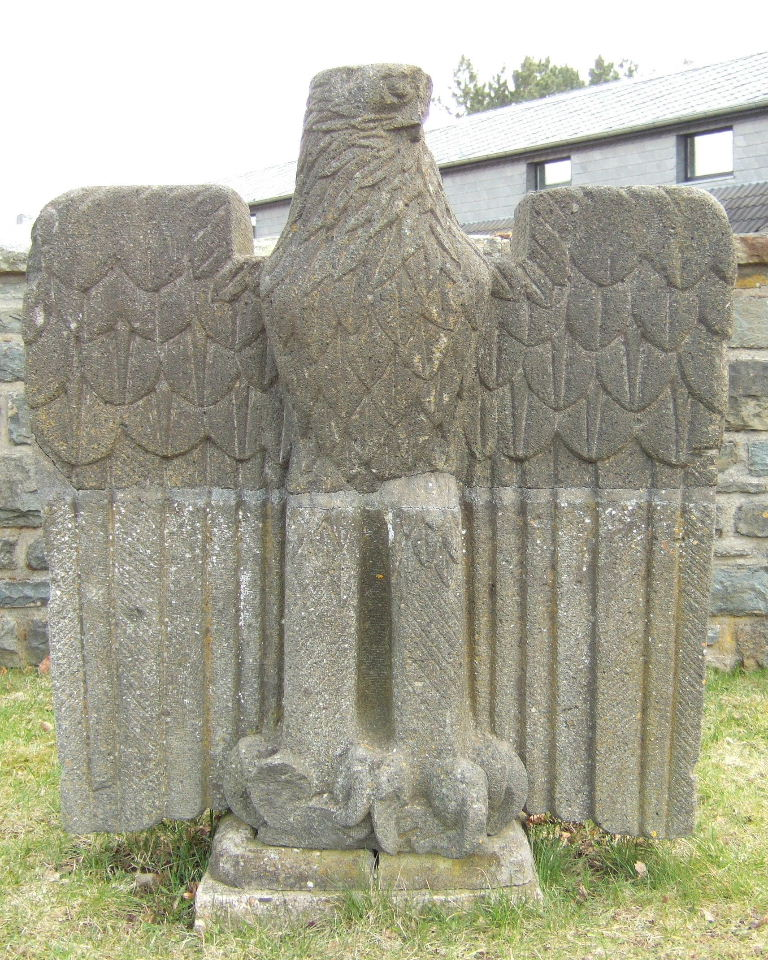
Adler, Ordensburg Vogelsang
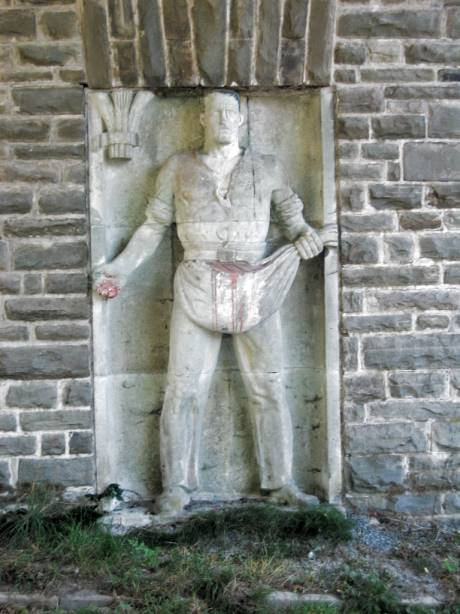
Säemann im Tor zum Gut Rottland
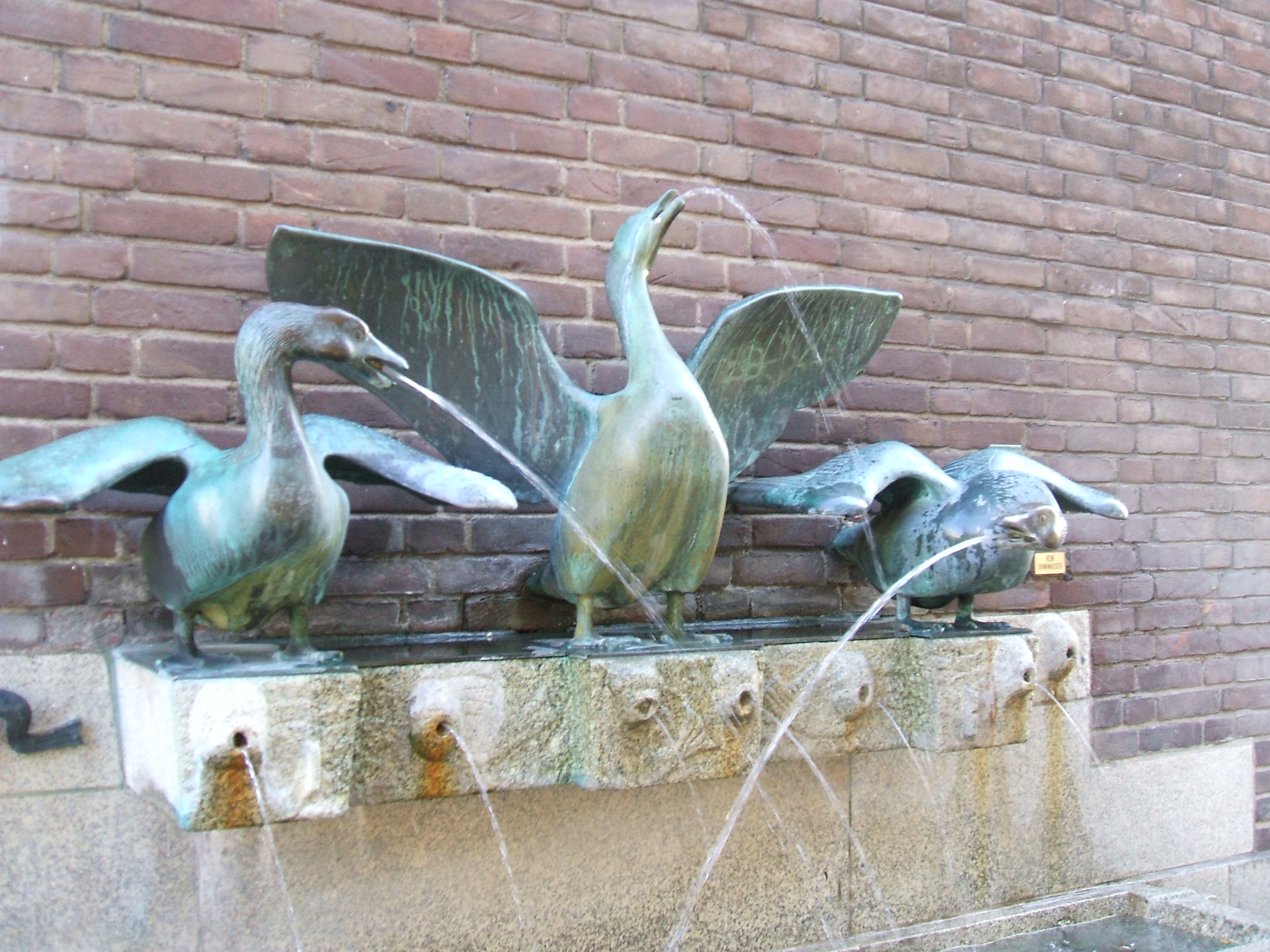
Gänsebrunnen, Düsseldorf
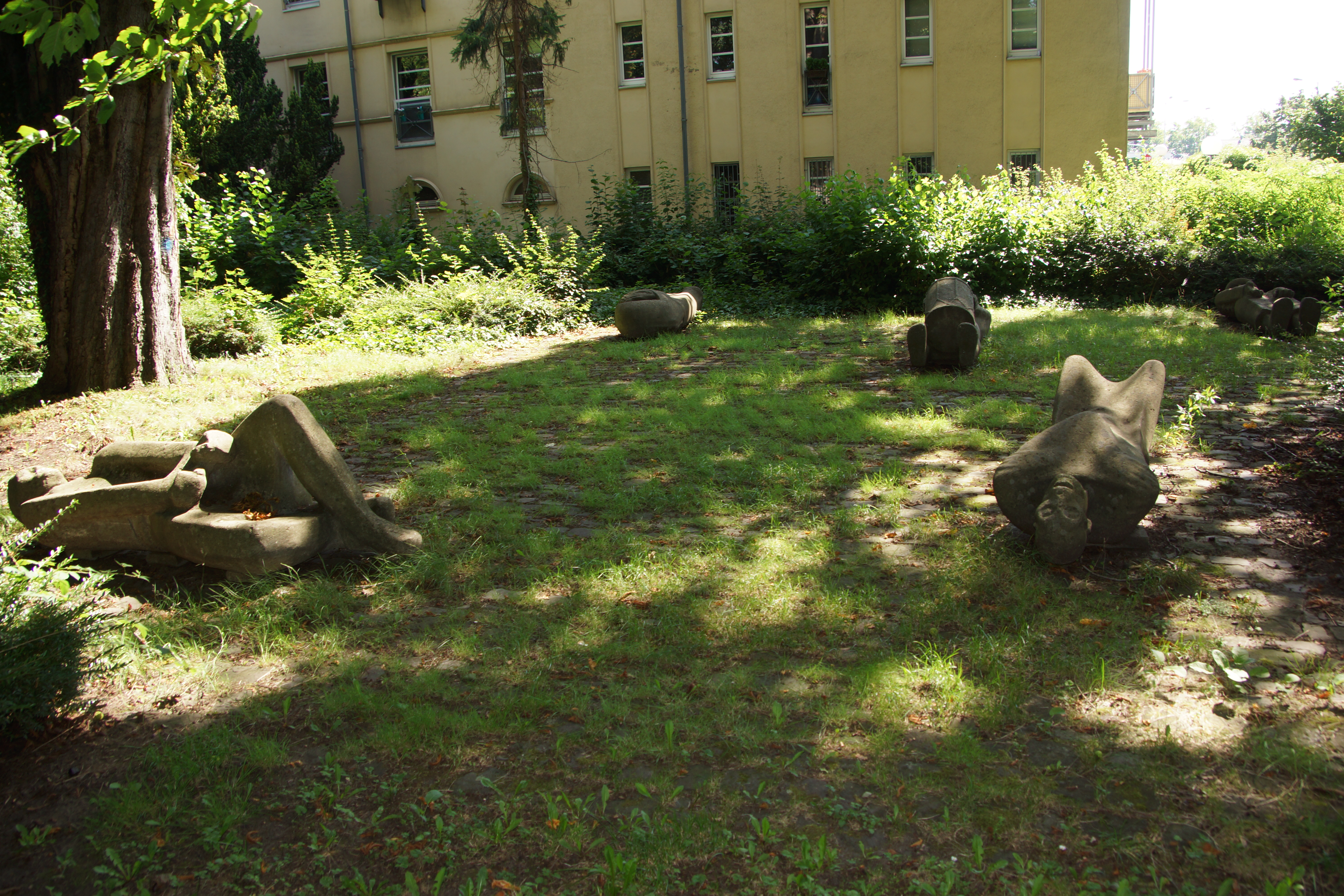
Die Opfer (1950–55), Frechen, Friedhof St. Audomar
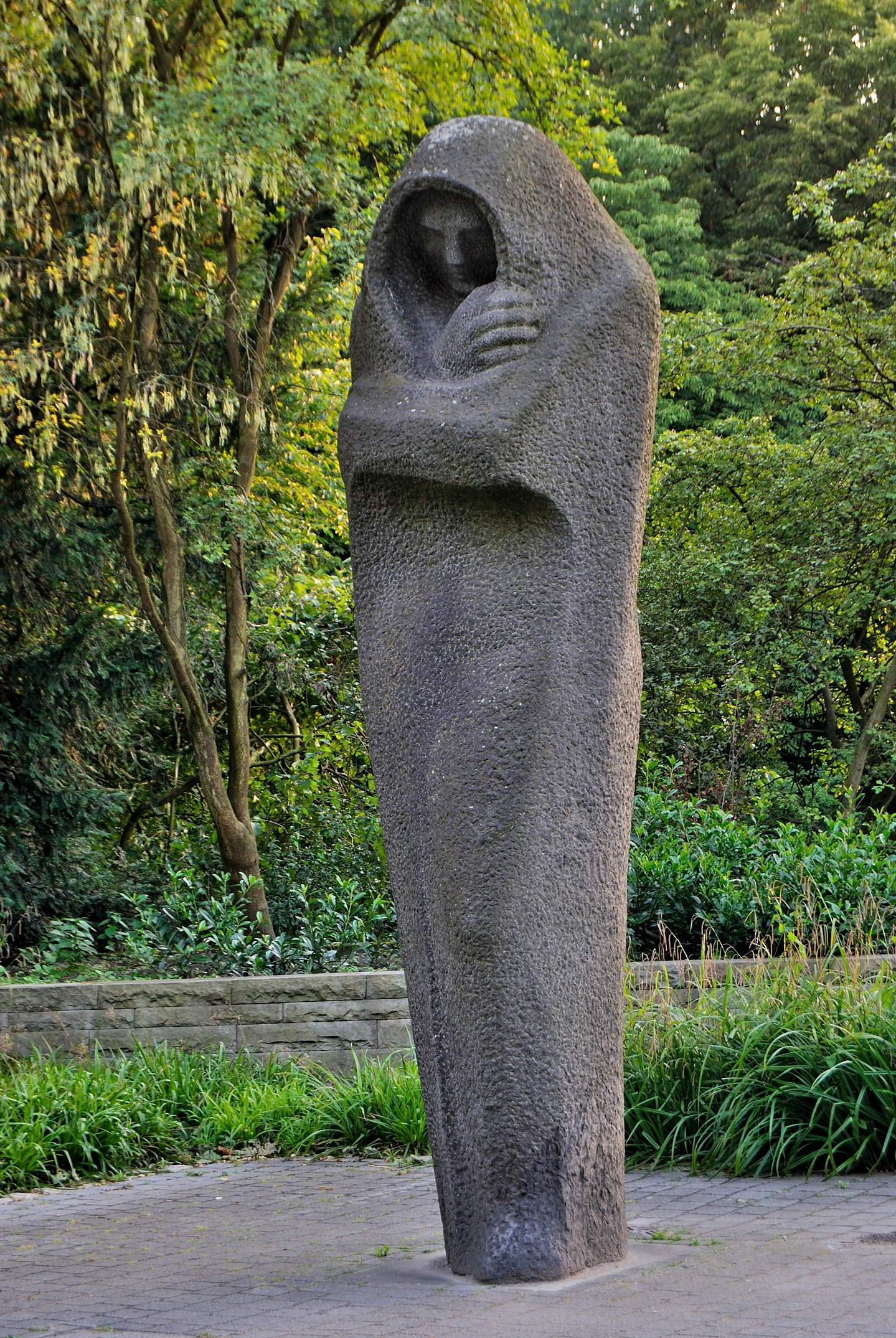
Memorialskulptur „Die Trauernde“ (1962) am Schloss Oberhausen